# Gjiri i Fteliasit
Gjiri i Fteliasit (auch Gjiri i Ftelias griechisch Όρμος Φτελιάς Órmos Fteliás) ist eine Bucht an der Küste des Ionischen Meers im Süden von Albanien und im äußersten Nordwesten von Griechenland. Durch die Bucht verläuft die Grenze zwischen Albanien und Griechenland. Sie ist fast anderthalb Kilometer breit und schneidet sich rund einen Kilometer tief ins Land ein. Ein etwa 150 Meter schmaler Arm im östlichen, griechischen Teil zweigt vom Hauptteil der Bucht über einen Kilometer nach Osten ab.
Nördlich der Bucht erheben sich der Korafi-Hügelzug, der rund 15 Kilometer lang nach Westen parallel zur Küste verläuft und im Kap Stilo ausläuft. In der Bucht liegt die Insel Tongo, anderthalb Kilometer westlich die kleinere Insel Stillo.
Auf dem Landweg ist die Bucht von albanischer Seite nicht erschlossen, ihr Wasser ist reich an Fisch, Korallen, Seeigeln und Schwämmen. Auf der griechischen Seite führen Fahrwege an die Bucht und es stehen einige Häuser am Ufer. Die griechischen Aquakulturanlagen in der Bucht erzeugen Dorade, Seebarsch und Spitzbrasse.
Der albanischen Teil der Bucht gehört zusammen mit dem Korafi-Hügelzug zum Nationalpark Butrint.